# Aquilegia
Aquilegia és un gènere de plantes amb flor. És originari de l'hemisferi nord.
Són plantes herbàcies i perennes. Les flors són acampanades. Compta amb unes 70 espècies. Algunes espècies, especialment Aquilegia vulgaris, s'utilitzen en jardineria.

## Taxonomia
Són espècies autòctones dels Països Catalans
- Aquilegia pyrenaica – Corniol pirinenc (vulgar)
- Aquilegia viscosa – Corniol hirsut (vulgar)
- Aquilegia vulgaris – Corniol (vulgar)

Les espècies reconegudes dins d'aquest gènere són:
| - Aquilegia alpina L. - Aquilegia amaliae Heldr. ex Boiss. - Aquilegia apuana (Marchetti) E.Nardi - Aquilegia aradanica Shaulo & Erst - Aquilegia aragonensis Willk. - Aquilegia atrata W.D.J.Koch - Aquilegia atrovinosa Popov ex Gamajun. - Aquilegia atwoodii S.L.Welsh - Aquilegia aurea Janka - Aquilegia ballii (Litard. & Maire) E.Nardi - Aquilegia baluchistanica Qureshi & Chaudhri - Aquilegia barbaricina Arrigoni & E.Nardi - Aquilegia barnebyi Munz - Aquilegia barykinae Erst, Karakulov & Luferov - Aquilegia bashahrica Erst - Aquilegia bernardii Gren. & Godr. - Aquilegia bertolonii Schott - Aquilegia blecicii A.Podob. - Aquilegia borodinii Schischk. - Aquilegia brevistyla Hook. - Aquilegia buergeriana Siebold & Zucc. - Aquilegia canadensis L. - Aquilegia cazorlensis Heywood - Aquilegia champagnatii Moraldo, Nardi & la Valva - Aquilegia chaplinei Standl. ex Payson - Aquilegia chitralensis Qureshi & Chaudhri - Aquilegia chrysantha A.Gray – Aquilègia groga - Aquilegia coerulea E.James – Aliguenya - Aquilegia colchica Kem.-Nath. - Aquilegia confusa Rota - Aquilegia cossoniana (Maire & Sennen) E.Nardi - Aquilegia × cottia Beyer - Aquilegia cremnophila Bacch., Brullo, Congiu, Fenu, J.L.Garrido & Mattana - Aquilegia cymosa Qureshi & Chaudhri - Aquilegia daingolica Erst & Shaulo - Aquilegia desertorum (M.E.Jones) Cockerell ex A.Heller - Aquilegia desolaticola S.L.Welsh & N.D.Atwood - Aquilegia dichroa Freyn - Aquilegia dinarica Beck - Aquilegia discolor Levier & Leresche - Aquilegia dumeticola Jord. - Aquilegia ecalcarata Maxim. - Aquilegia einseleana F.W.Schultz - Aquilegia elegantula Greene | - Aquilegia × emodi Erst - Aquilegia eximia Van Houtte ex Planch. - Aquilegia flabellata Siebold & Zucc. - Aquilegia flavescens S.Watson - Aquilegia formosa Fisch. ex DC. - Aquilegia fosteri (S.L.Welsh) S.L.Welsh - Aquilegia fragrans Benth. - Aquilegia ganboldii Kamelin & Gubanov - Aquilegia gegica Jabr.-Kolak. - Aquilegia glandulosa Fisch. ex Link. - Aquilegia gracillima Rech.f. - Aquilegia grata Maly ex Zimmeter - Aquilegia grubovii Erst, Luferov, Wei Wang & K.l.Xiang - Aquilegia guarensis Losa - Aquilegia hebeica Erst - Aquilegia hinckleyana Munz - Aquilegia hirsutissima Timb.-Lagr. ex Gariod - Aquilegia hispanica (Willk.) Borbás - Aquilegia holmgrenii S.L.Welsh & N.D.Atwood - Aquilegia incurvata P.K.Hsiao - Aquilegia iulia E.Nardi - Aquilegia japonica Nakai & H.Hara - Aquilegia jonesii Parry - Aquilegia kamelinii Erst, Shaulo & Shmakov - Aquilegia kanawarensis Jacquem. ex Cambess. - Aquilegia kansuensis (Brühl) Erst - Aquilegia karatavica Mikeschin - Aquilegia karelinii (Baker) O.Fedtsch. & B.Fedtsch. - Aquilegia kitaibelii Schott - Aquilegia kozakii Masam. - Aquilegia kubanica I.M.Vassiljeva - Aquilegia lactiflora Kar. & Kir. - Aquilegia laramiensis A.Nelson - Aquilegia litardierei Briq. - Aquilegia longissima A.Gray ex S.Watson - Aquilegia lucensis E.Nardi - Aquilegia magellensis F.Conti & Soldano - Aquilegia maimanica Rech.f. - Aquilegia marcelliana E.Nardi - Aquilegia × maruyamana Kitam. - Aquilegia meridionalis (Quézel & Contandr.) E.Nardi - Aquilegia micrantha Eastw. - Aquilegia microcentra Rech.f. - Aquilegia montsicciana Font Quer - Aquilegia moorcroftiana Wall. ex Royle | - Aquilegia nevadensis Boiss. & Reut. - Aquilegia nigricans Baumg. - Aquilegia nikolicii Niketic & Cikovak - Aquilegia nivalis (Falc. ex Brühl) J.R.Drumm. & Hutch. - Aquilegia nugorensis Arrigoni & E.Nardi - Aquilegia nuragica Arrigoni & E.Nardi - Aquilegia ochotensis Vorosch. - Aquilegia × oenipontana A.Kern. ex Riedl - Aquilegia olympica Boiss. - Aquilegia ophiolithica Barberis & E.Nardi - Aquilegia ottonis Orph. ex Boiss. - Aquilegia oxysepala Trautv. & C.A.Mey. - Aquilegia pancicii Degen - Aquilegia parviflora Ledeb. - Aquilegia paui Font Quer - Aquilegia pubescens Coville - Aquilegia pubiflora Wall. ex Royle - Aquilegia pyrenaica DC. – Corniol pirinenc - Aquilegia reuteri Boiss. - Aquilegia rockii Munz - Aquilegia saxifraga Casim.-Sor.Solanas & Cabezudo - Aquilegia saximontana Rydb. - Aquilegia scopulorum Tidestr. - Aquilegia shockleyi Eastw. - Aquilegia sibirica Lam. - Aquilegia sicula (Strobl) E.Nardi - Aquilegia skinneri Hook. - Aquilegia sternbergii Rchb. - Aquilegia subscaposa Borbás - Aquilegia synakensis Shaulo & Erst - Aquilegia taygetea Orph. - Aquilegia tianschanica Butkov - Aquilegia transsilvanica Schur - Aquilegia turczaninowii Kamelin & Gubanov - Aquilegia tuvinica I.M.Vassiljeva - Aquilegia ullepitschii Pax - Aquilegia vicaria Nevski - Aquilegia viridiflora Pall. - Aquilegia viscosa Gouan – Corniol hirsut - Aquilegia vitalii Gamajun. - Aquilegia vulgaris L. – Corniol - Aquilegia wittmanniana Steven ex Fisch., C.A.Mey. & Avé-Lall. - Aquilegia xinjiangensis Erst - Aquilegia yabeana Kitag. - Aquilegia yangii Y.Luo & Lu Li - Aquilegia zapateri Pau |